# Bardschawan
Abu’l-Futuh Bardschawan (arabisch أبو الفتوح برجوان, DMG Abūʾl-Futūḥ Barǧawān; † 26. März 1000 in Kairo) war von 997 bis zu seinem Tod der regierende Minister des Fatimiden-Kalifats für den unmündigen Kalif al-Hakim.

## Leben
„Ich werde also den Gecko (al-wazaġa) zum König über uns machen!“

Mit diesem Satz wird Bardschawan zitiert, als er am 13. Oktober 996 in Bilbeis nach dem Tod des alten Kalifen al-Aziz dessen elfjährigem Sohn und designiertem Nachfolger Mansur den Herrscherturban aufsetzte, nachdem er diesen beim Spiel auf einem Baum kletternd auffand. Bardschawans Herkunft ist obskur; in den Überlieferungen wird er mal als „schwarzer“/sudanesischer, mal als „weißer“/slawischer Eunuch beschrieben, der im Dienst des Kalifen al-Aziz aufgestiegen ist und schließlich der Lehrmeister (ustāḏ) des jungen Thronfolgers Mansur wurde. Er war schließlich der Erste, der dem kleinen Prinz als neuem Kalif unter dem Namen al-Hakim huldigte. Die Thronfolge seines Schützlings verteidigte er im Anschluss, als er einen Staatsstreichversuch der ehrgeizigen Prinzessin Sitt al-Mulk aufdeckte. Der starke Mann im Staat wurde allerdings der Befehlshaber der Kutama-Berber Ibn Ammar, der von seinen Truppen zum „Mittler“ (wāsiṭa) zwischen ihnen und dem Kalif proklamiert wurde, damit also die Funktion des Wesirs einnahm. 
Das Regime des „Mittlers“ wurde allerdings schnell unbeliebt, da dieser die Kutama im Staats- und Heerwesen begünstigte und die sudanesischen, dailamitischen und türkischen Verbände benachteiligte. Des Weiteren provozierten die Kutama durch ihre Undiszipliniertheit und Gewalttätigkeit die Ablehnung der Bevölkerung. Diesen Unmut machte sich Bardschawan am 3. September 997 zunutze, indem er gestützt auf ein weitumspannendes Netz aus Informanten und den türkischen Militärsklaven (mamlūk) einen erfolgreichen Putsch in Kairo gegen Ibn Ammar und seine Kutama durchführte, die aus der Stadt vertrieben werden konnten. Bardschawan nahm nun selbst den Funktion des Regenten ein, ohne allerdings den Titel des gestürzten Vorgängers zu übernehmen. Zu seinen ersten Maßnahmen zählte die Entfernung der Kutama von allen wichtigen Posten des Staatswesens, er zeigte sich ihnen allerdings gnädig, indem sie sich wieder als besoldete Krieger unter die anderen Verbände des fatimidischen Heeres einreihen durften. In die Staatsämter wurden nun Vertrauensmänner des Bardschawa berufen, die zumeist wie er der Kaste der Eunuchen entstammten, aber im Gegensatz zu den Kutama über eine weitaus höhere Kompetenz zur Organisation der zivilen Verwaltung und des Fiskalwesens verfügten.
Während der Regentschaft des Bardschawan begannen sich die westlichen, berberisch geprägten Provinzen des Fatminiden-Kalifats, also der Maghreb (heute Marokko), „Afrika“ (Ifrīqiyā, heute Algerien und Tunesien) und Sizilien, von der Oberherrschaft der Kalifen zu lösen, die von den Statthalterdynastien der Ziriden und Kalbiten nur noch nominell anerkannt wurden. Dem Anspruch des Fatimiden-Kalifats auf die ungeteilte Herrschaft über die muslimische Welt verpflichtet, richteten Bardschawan und die ihm nachfolgenden Regenten des Kalifats ihr Hauptaugenmerk auf den Osten, mit der Überwindung des sunnitischen Abbasiden-Kalifats in Bagdad als Zielsetzung, wofür die militärischen und wirtschaftlichen Kräfte des Staates forciert wurden. Außenpolitisch suchte er dazu einen Ausgleich mit dem Byzantinischen Reich, mit dem die Fatimiden im Streit um die Herrschaft über Syrien seit einigen Jahren im Kriegszustand lagen. In dem mächtigen Kaiser Basileios II. hoffte er zugleich einen starken Verbündeten zu finden. Im Frühjahr 1000 entsandte er daher eine diplomatische Mission unter dem Jerusalemer Patriarchen Orestes, einem Onkel des Kalifen, an den Hof von Konstantinopel zur Aushandlung eines mehrjährigen Waffenstillstandes, dessen erfolgreiche Besiegelung im Jahr darauf er allerdings nicht mehr erlebte.
Am 26. März 1000 wurde Bardschawan von dem fünfzehnjährigen al-Hakim dazu eingeladen, mit ihm während eines Jagdausfluges einen neu gestalteten Garten des Palastes von Kairo zu begutachten. Nachdem sie sich so von der übrigen Jagdgesellschaft entfernt hatten, stieß der Schirmträger des jungen Kalifen, der außerdem ein früher Parteigänger der Prinzessin Sitt al-Mulk war, ein Messer in den Bauch des Regenten. Zeitgleich rammte ihm der Kalif seine Jagdlanze in den Leib, worauf Bardschawan blutüberströmt von seinem Maultier stürzte. In einem Versteck bereitstehende slawische Sklaven vollendeten die Tat mit Schwerthieben gegen das am Boden liegende Opfer. Nach zeitgenössischen Aussagen habe sich der junge Kalif durch diese, bereits ein Jahr im Voraus geplante, Bluttat von der jahrelangen Bevormundung und Gängelung seitens seines ehemaligen Lehrmeisters emanzipieren wollen. Tatsächlich wurde damit der Beginn seiner Selbstherrschaft markiert. Die Autoren der Alexandrinischen Patriarchengeschichte wussten dazu die Pointe zu berichten, wonach der Kalif an jenem Tag einen Boten zu Bardschawan mit der Einladung zum Gartenbesuch sandte und diesen dazu mitteilen ließ:

„Sag ihm: Der kleine Gecko ist ein gewaltiger Drache geworden, und der lässt dich rufen!“

## Quelle
- Ibn Challikan: „Das Ableben bedeutender Persönlichkeiten und die Nachrichten über die Söhne der Zeit“ (Wafayāt al-aʿyān wa-anbāʾ abnāʾ az-zamān), hrsg. von William Mac Guckin de Slane: Ibn Khallikan’s biographical dictionary, Bd. 1 (1842), S. 253.